# Eleutherococcus
Eleutherococcus Maxim., 1819 è un genere di piante della famiglia Araliaceae, originario dell'Asia centrale e orientale o della regione himalayana.

## Descrizione
Si tratta di grossi cespugli o alberi usualmente spinosi provvisti di numerose foglie alterne a lungo picciolo, con forma palmatolobata o digitata, sempre caduche.

I fiori sono piccoli normalmente verdastri bisessuali o unisessuali in ombrelle che spesso formano larghe pannocchie terminali.

## Tassonomia
Il genere comprende le seguenti specie:
- Eleutherococcus baoxinensis (X.P.Fang & C.K.Hsieh) P.S.Hsu & S.L.Pan
- Eleutherococcus brachypus (Harms) Nakai
- Eleutherococcus cissifolius (Griff. ex C.B.Clarke) Nakai
- Eleutherococcus divaricatus (Siebold & Zucc.) S.Y.Hu
- Eleutherococcus eleutheristylus (G.Hoo) H.Ohashi
- Eleutherococcus giraldii (Harms) Nakai
- Eleutherococcus henryi Oliv.
- Eleutherococcus higoensis (Hatus.) H.Ohba
- Eleutherococcus hypoleucus (Makino) Nakai
- Eleutherococcus japonicus (Franch. & Sav.) Nakai
- Eleutherococcus lasiogyne (Harms) S.Y.Hu
- Eleutherococcus leucorrhizus Oliv.
- Eleutherococcus nikaianus (Koidz. ex Nakai) H.Ohashi
- Eleutherococcus nodiflorus (Dunn) S.Y.Hu
- Eleutherococcus pilosulus (Rehder) C.H.Kim & B.Y.Sun
- Eleutherococcus rehderianus (Harms) Nakai
- Eleutherococcus scandens (G.Hoo) H.Ohashi
- Eleutherococcus senticosus (Rupr. & Maxim.) Maxim.
- Eleutherococcus sessiliflorus (Rupr. & Maxim.) S.Y.Hu
- Eleutherococcus setosus (H.L.Li) Y.R.Ling
- Eleutherococcus setulosus (Franch.) S.Y.Hu
- Eleutherococcus sieboldianus (Makino) Koidz.
- Eleutherococcus simonii Simon-Louis ex Mouill.
- Eleutherococcus spinosus (L.f.) S.Y.Hu
- Eleutherococcus trichodon (Franch. & Sav.) H.Ohashi
- Eleutherococcus trifoliatus (L.) S.Y.Hu
- Eleutherococcus verticillatus (G.Hoo) H.Ohashi
- Eleutherococcus wardii (W.W.Sm.) S.Y.Hu
- Eleutherococcus wilsonii (Harms) Nakai